# Sylviane Ainardi
Sylviane Ainardi (n. 19 decembrie 1947 în Ugine) este un om politic francez, membru al Parlamentului European în perioada 1989-2004 din partea Franței.
1. ↑  Sylviane H. Ainardi, Prabook
2. ↑  Deputații în Parlamentul European